# Juncaria dorsivitta
Juncaria dorsivitta là một loài bướm đêm trong họ Noctuidae.